# سیارک ۲۸۸۰
سیارک ۲۸۸۰ (به انگلیسی: 2880 Nihondaira، نامگذاری:1983CA) دو هزار و هشتصد و هشتادمین سیارک کشف شده‌است که در ۸ فوریه ۱۹۸۳ کشف شد.
قدر مطلق سیارک برابر ۱۲٫۶۰ است.